# Маеварано
15°54′ пд. ш. 46°36′ сх. д. / 15.9° пд. ш. 46.6° сх. д.
Формація Маеварано — пізньокрейдяна осадова геологічна формація, в провінції Махадзанга на північному заході Мадагаскару. Швидше за все, датується маастрихтським віком . Фіксує сезонне, напівпосушливе середовище з річками. Виявлені значні скам'янілості тварин включають динозавра теропода Маджунгазавра, ранню пташку Vorona, паравіана Rahonavis, титанозавра Rapetosaurus та гігантську жабу Beelzebufo.

## Історія розвідки
Формацію Маеварано вперше дослідили французький військовий лікар доктор Фелікс Салет і його штабний офіцер Ландійон у 1895 році, а скам'янілості та геологічні дані надіслали палеонтологу Шарлю Депере. Він коротко описав утворення та назвав двох динозаврів — Titanosaurus madagascariensis і Megalosaurus crenatissimus, тепер Majungasaurus. Розкопки, проведені протягом 20-го століття, дали в основному фрагментарні скам'янілості; один такий зразок — грубий частковий дах черепа, став голотипом передбачуваного пахицефалозавра Majungatholus у 1979 році. Згодом показали, що цей зразок є частиною черепа Majungasaurus. У 1993 році розпочалися масштабні експедиції, проведені спільно Університетом Стоуні Брук і Університетом Антананаріву. Експедиції значно розширили знання про це утворення та організми, які жили під час його відкладення.

## Палеосередовище

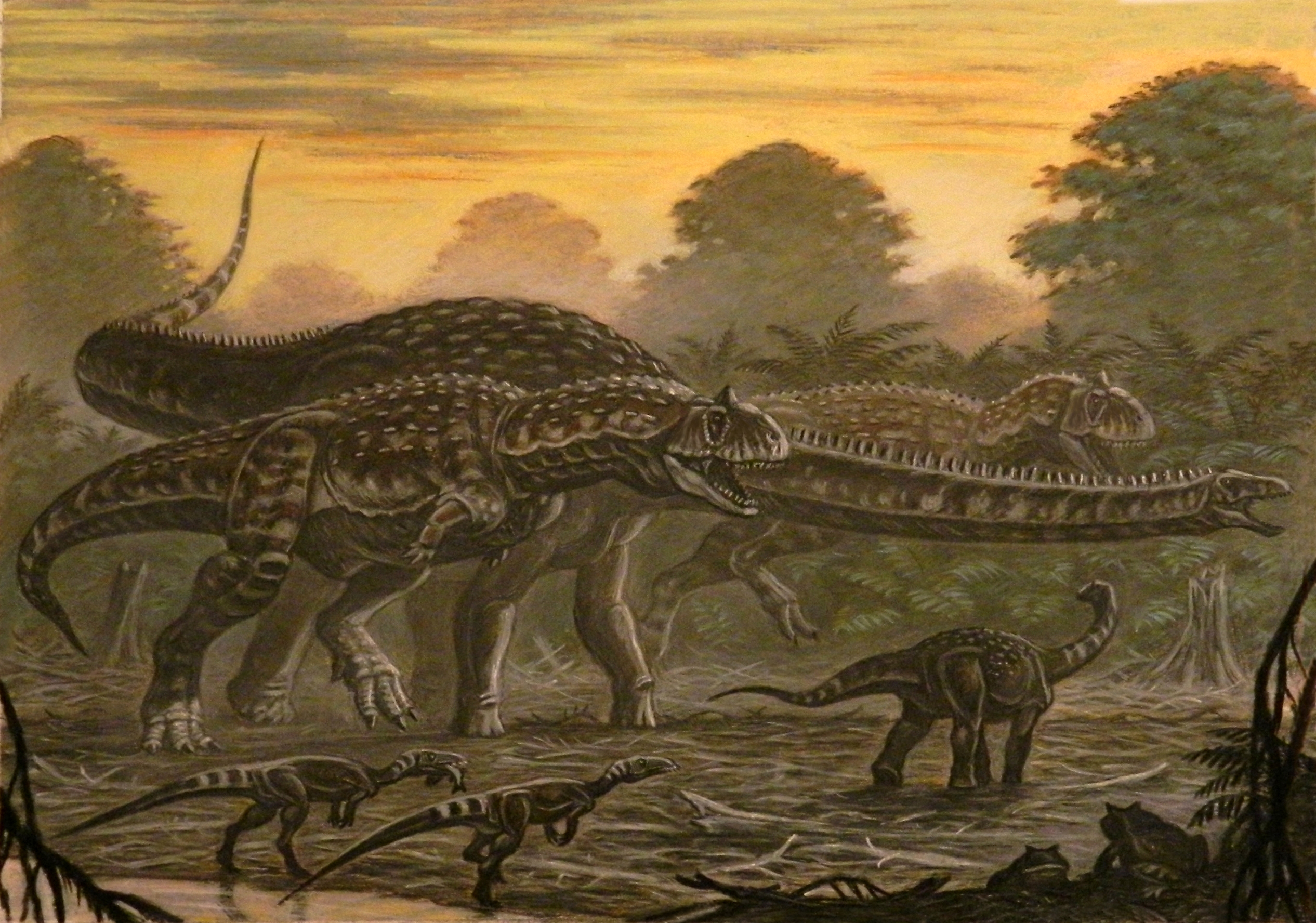
Інтерпретація Majungasaurus, Masiakasaurus і Rapetosaurus протягом пізньої крейди

Формація Маеварано інтерпретується як низькорельєфна алювіальна рівнина, яка з часом була покрита морською трансгресією. Широкі мілкі річки текли на північний захід від центральних нагір'їв; дані про селеві потоки свідчать про те, що витрати річок сильно відрізнялися, з періодами розрідженого потоку води та періодами швидкої ерозії, що скидає осад у русла. Палеоґрунти мають червонуватий відтінок і включають відливки коренів. Палеоґрунти та інші седиментологічні дані вказують на добре дреновані заплави з рясною рослинністю, пристосованою до відносно сухого клімату, різко сезонного (дощові та сухі сезони), а часом і напівпосушливого (не на відміну від сучасного клімату цього району).

## Палеофауна
Тварини, знайдені в формації, включають жаб (Beelzebufo ampinga), черепах, змій, ящірок, принаймні сім видів крокодилоподібних (включаючи види Mahajangasuchus і Trematochampsa), абелізаврид Majungasaurus, ноазаврид Masiakasaurus, два види титанозаврів (Rapetosaurus і Vahiny), і принаймні п'ять видів птахоподібних динозаврів, включаючи Rahonavis. 6-7-метровий Majungasaurus, ймовірно, був головним хижаком у наземному середовищі. Крокодилоподібні були дуже різноманітні та численні. Шаблон:Paleobiota-key-compact

### Безхребетні
| Безхребетні    | Безхребетні       | Безхребетні  | Безхребетні              | Безхребетні                             | Безхребетні                                                                       | Безхребетні |
| Рід            | Види              | Розташування | Стратиграфічне положення | Матеріал                                | Примітки                                                                          | Зображення  |
| -------------- | ----------------- | ------------ | ------------------------ | --------------------------------------- | --------------------------------------------------------------------------------- | ----------- |
| Cubiculum      | C. ornatus        |              |                          | Яйцевидні камери в кістках динозаврів   | Сліди скам'янілості, можливо, лялечні камери жуків-падальщиків                    |             |
| Ethmosestheria | E. mahajangaensis |              | член Anembalemba         |                                         | Вид антронстерієвих молюскових рачків                                             |             |
| Osteocallis    | O. mandibulus     |              |                          | Вигнуті борозенки на кістках динозаврів | Слід скам'янілості, можливо, сліди живлення подібної комахи, як Cubiculum ornatus |             |

### Риби

#### Кісткові риби
| Osteichthyes         | Osteichthyes | Osteichthyes | Osteichthyes                     | Osteichthyes | Osteichthyes                          | Osteichthyes |
| Таксон               | Види         | Розташування | Стратиграфічне положення         | Матеріал | Примітки                              | Зображення   |
| -------------------- | ------------ | ------------ | -------------------------------- | --- | ------------------------------------- | ------------ |
| Albula               | A. sp.       |              |                                  | Зубні пластини та зуби                                                                                                   | Вид кісткових риб                     |              |
| Characiformes indet. |              |              |                                  | Часткова щелепа |                                       |              |
| Coelodus             | C. sp.       |              |                                  | Зубна пластина | Вид пікнодонтид                       |              |
| Cypriniformes?       |              |              |                                  | |                                       |              |
| Dipnoi indet.        |              |              | Masorobe and Anembalemba Members | Нори |                                       |              |
| Egertonia            | E. sp.       |              |                                  | Часткові зубні пластини                                                                                                  |                                       |              |
| Enchodus             | E. sp.       |              |                                  | Зуби |                                       |              |
| Lepisosteus          | L. sp.       |              |                                  | Луска, плавникові промені, зуби, хребці, кістки черепа                                                                   | Вид панцирної щуки                    |              |
| Paralbula            | P. sp.       |              | Lac Kinkony Member               | Часткові зубні пластини                                                                                                  | Вид кісткових риб                     |              |
| Sciaenidae indet.    |              |              |                                  | | Вид горбиля                           |              |
| Siluriformes indet.  |              |              |                                  | Хребці | Вид сома                              |              |
| Vango                | V. fahiny    |              | Lac Kinkony Member               | Згаданим матеріалом є hyomandibulae, хоча інші часткові залишки гоноринхіформ, ймовірно, також належать до цього таксону | A chanid gonorynchiform, молочна риба |              |

### Амфібії
| Амфібії    | Амфібії            | Амфібії             | Амфібії                  | Амфібії  | Амфібії         | Амфібії    |
| Рід        | Види               | Розташування        | Стратиграфічне положення | Матеріал | Примітки        | Зображення |
| ---------- | ------------------ | ------------------- | ------------------------ | -------- | --------------- | ---------- |
| Beelzebufo | Beelzebufo ampinga | місцевість MAD98-25 |                          |          | Гігантська жаба |            |

### Динозаври

#### Птахотазові
| Птахотазові формації Маеварано | Птахотазові формації Маеварано | Птахотазові формації Маеварано | Птахотазові формації Маеварано | Птахотазові формації Маеварано | Птахотазові формації Маеварано | Птахотазові формації Маеварано |
| Рід                            | Види                           | Розташування                   | Стратиграфічне положення       | матеріал                       | Примітки                       | Зображення                     |
| ------------------------------ | ------------------------------ | ------------------------------ | ------------------------------ | ------------------------------ | ------------------------------ | ------------------------------ |
| Стегозавр                      | S. madagascariensis            |                                |                                | «Зуби»                         | Невизначений тиреофоран.       |                                |

#### Зауроподи
| Зауроподи формації Маеварано | Зауроподи формації Маеварано | Зауроподи формації Маеварано | Зауроподи формації Маеварано | Зауроподи формації Маеварано                             | Зауроподи формації Маеварано | Зауроподи формації Маеварано |
| Рід                          | Види                         | Розташування                 | Стратиграфічне положення     | матеріал                                                 | Примітки                     | Зображення                   |
| ---------------------------- | ---------------------------- | ---------------------------- | ---------------------------- | -------------------------------------------------------- | ---------------------------- | ---------------------------- |
| Рапетозавр                   | R. krausei                   |                              |                              | «[Три] черепа, принаймні [один] посткраніальний скелет». | Титанозавр                   |                              |
| Титанозавр                   | T. madagascariensis          |                              |                              |                                                          |                              |                              |
| Vahiny                       | V. depereti                  |                              |                              | «Частковий мозковий корпус»                              | Титанозавр                   |                              |

#### Тероподи
| Theropods of the Maevarano Formation | Theropods of the Maevarano Formation | Theropods of the Maevarano Formation | Theropods of the Maevarano Formation | Theropods of the Maevarano Formation                                       | Theropods of the Maevarano Formation         | Theropods of the Maevarano Formation |
| Рід                                  | Види                                 | Розташування                         | Стратиграфія                         | Матеріал                                                                   | Notes                                        | Images                               |
| ------------------------------------ | ------------------------------------ | ------------------------------------ | ------------------------------------ | -------------------------------------------------------------------------- | -------------------------------------------- | ------------------------------------ |
| Falcatakely                          | F. forsterae                         |                                      |                                      | «Частковий череп»                                                          | Енанціорнісовий птах                         |                                      |
| Majungasaurus                        | M. crenatissimus                     |                                      |                                      | «Розкидані рештки»                                                         | Абелізаврид                                  |                                      |
| Masiakasaurus                        | M. knopfleri                         |                                      |                                      | «Розрізнені рештки принаймні 6 особин», а також інші ізольовані фрагменти. | Ноазаврид                                    |                                      |
| Rahonavis                            | R. ostromi                           |                                      |                                      | «Частковий посткраніальний скелет»                                         | Паравіан неясного філогенетичного розміщення |                                      |
| Vorona                               | V. berivotrensis                     |                                      |                                      | «Часткові задні кінцівки»                                                  | Орнітуроморф                                 |                                      |

### Крокодиломорфи
| Крокодиломорфи  | Крокодиломорфи    | Крокодиломорфи | Крокодиломорфи           | Крокодиломорфи                                                      | Крокодиломорфи                                        | Крокодиломорфи |
| Рід             | Види              | Розташування   | Стратиграфічне положення | Матеріал                                                            | Примітки                                              | Зображення     |
| --------------- | ----------------- | -------------- | ------------------------ | ------------------------------------------------------------------- | ----------------------------------------------------- | -------------- |
| Mahajangasuchus | M. insignis       |                |                          | розчленований посткраніальний скелет, множинні залишки черепа       | Махадзангазухід                                       |                |
| Miadanasuchus   | M. oblita         |                |                          |                                                                     | Пейрозаврид . Раніше відомий як Trematochampsa oblita |                |
| Simosuchus      | S. clarki         |                |                          | кілька зразків, що представляють більшу частину скелета             | Зіфозухіан                                            |                |
| Araripesuchus   | A. tsangatsangana |                | Член Anembalemba         | кілька зразків, включаючи кілька черепів і один майже повний зразок | Нотозухіан                                            |                |

### Лускаті
| Лускаті     | Лускаті             | Лускаті      | Лускаті                | Лускаті                   | Лускаті             | Лускаті |
| Рід         | Види                | Розташування | Stratigraphic position | Material                  | Notes               | Images  |
| ----------- | ------------------- | ------------ | ---------------------- | ------------------------- | ------------------- | ------- |
| Adinophis   | A. fisaka           |              |                        |                           | Мадтсоїдна змія     |         |
| Indophis    | I. fanambinana      |              |                        |                           | Нігерофіїдна змія   |         |
| Kelyophis   | K. hechti           |              |                        |                           | Нігерофіїдна змія   |         |
| Konkasaurus | K. mahalana         |              |                        |                           | Поясохвостна ящірка |         |
| Madtsoia    | M. madagascariensis |              |                        |                           | Мадтсоїдна змія     |         |
| Menarana    | M. nosymena         |              |                        | Фрагменти хребців і ребер | Мадтсоїдна змія     |         |

### Черепахи
| Черепахи      | Черепахи       | Черепахи     | Черепахи                 | Черепахи | Черепахи                          | Черепахи   |
| Рід           | Види           | Розташування | Стратиграфічне положення | матеріал | Примітки                          | Зображення |
| ------------- | -------------- | ------------ | ------------------------ | -------- | --------------------------------- | ---------- |
| Kinkonychelys | K. rogersi     |              |                          |          | Бокошия черепаха                  |            |
| Sahonachelys  | S. mailakavava |              |                          |          | Сахонахеліїдна бокошийна черепаха |            |
| Sokatra       | S. antitra     |              |                          |          | Сахонахеліїдна бокошийна черепаха |            |

### Ссавці
| ссавці       | ссавці      | ссавці       | ссавці                   | ссавці   | ссавці        | ссавці     |
| Рід          | Види        | Розташування | Стратиграфічне положення | Матеріал | Примітки      | Зображення |
| ------------ | ----------- | ------------ | ------------------------ | -------- | ------------- | ---------- |
| Adalatherium | A. hui      |              |                          |          | Гондванатерія |            |
| Lavanify     | L. miolaka  |              |                          | зуби     | Гондванатерія |            |
| Vintana      | V. sertichi |              |                          |          | Гондванатерія |            |